# Христіанінова Раїса Олександрівна
Христіанінова Раїса Олександрівна (нар. 7 листопада 1959 року в смт Вільшані Городищенського району Черкаської області) - відомий український мовознавець у галузі функційно-категорійного синтаксису, доктор філологічних наук, професор, Відмінник освіти України (2004).

## Життєпис
Раїса Олександрівна Христіанінова народилася 7 листопада 1959 року в смт Вільшані Городищенського району Черкаської області. У 1977 році закінчила Вільшанську середню школу із золотою медаллю. У 1978–1982 роках навчалася на філологічному факультеті Черкаського державного педагогічного інституту імені 300-річчя возз’єднання України з Росією (тепер Черкаський національний університет імені Богдана Хмельницького), отримала диплом із відзнакою зі спеціальності, «Українська мова та література». Працювала вчителем української мови і літератури в Орловецькій середній школі на Черкащині (1982–1983).

## Професійна діяльність
1983-1984 - асистент кафедри української мови в Черкаському державному педагогічному інституті імені 300-річчя возз’єднання України з Росією
1984-1987 - навчання в аспірантурі Київського державного педагогічного інституту імені О. М. Горького (тепер Національний педагогічний університет імені М. П. Драгоманова)
1987 - захист кандидатської дисертації зі спеціальності 10.02.02 – мови народів СРСР (українська мова) на тему «Прийменниково-відмінкова синонімія в сучасній українській літературній мові (деліберативні й адресатні конструкції)»
1987 - працює в Бердянському державному педагогічному інституті імені П. Д. Осипенко
1987–1988 – асистент в Бердянському державному педагогічному університеті
1988-1990 - старший викладач Бердянському державному педагогічному університеті
1990-1991 - доцент кафедри української мови і літератури
1991-1997 - доцент кафедри української мови
1997-2002 - завідувач кафедри української мови  і водночас заступник директора Інституту філології з наукової роботи
2007–2010 - докторант Інституту української мови НАН України
2012-2013 - доцент кафедри української мови та методики викладання фахових дисциплін  в Бердянському державному педагогічному університеті
2013 - захист дисертації на здобуття наукового ступеня доктора філологічних наук в спеціалізованій вченій раді Інституту української мови НАН України на тему Формально-граматична і семантико-синтаксична типологія складнопідрядних речень
2016 - професор на кафедрі української мови Запорізького національного університету
2018 – завідувач кафедри української мови Запорізького національного університету .

## Звання та нагороди
- 2004 - нагороджена нагрудним знаком «Відмінник освіти України»

- 2014 - нагороджена нагрудним знаком МОН України «За наукові та освітні досягнення»

- 2019 - орден ІІІ ступеня «За заслуги перед Запорізьким краєм» (Розпорядження голови обласної ради від  29.11.2019 № 517-н «Про нагородження орденом «За заслуги перед Запорізьким краєм» III ступеня»)[2]

- грамоти та подяки Запорізької обласної державної адміністрації, Запорізької обласної ради, обласного відділу освіти, ректора БДПУ.

## Наукова, педагогічна та навчально-методична робота
Авторка понад 120 наукових праць – 2 монографій (одноосібної й колективної), 3 навчально-методичних посібників (1 одноосібного, 2 – у співавторстві), численних статей у фахових журналах України та закордонних виданнях.
Бере активну участь у роботі міжнародних і всеукраїнських наукових конференцій.
Член підкомісії 035 «Філологія» Науково-методичної ради МОН України (2016-2019). Разом з іншими членами підкомісії розробила державні стандарти вищої освіти за спеціальністю 035 філологія для першого (бакалаврського) та другого (магістерського) рівнів освіти, затверджені та введені в дію наказом Міністерства освіти і науки України № 869 від 20.06.2019 р.
Член Наукової ради МОН України, член спеціалізованої вченої ради К 17.051.02 в ЗНУ (2016-2018 роки), член спеціалізованої вченої ради Д 17.051.02 в ЗНУ, член редколегій кількох наукових журналів.
Керівник наукової школи «Слов’янські мови в їх історичному розвитку». Керує аспірантами (троє із них захистили дисертації), науковою роботою студентів.

## Основні курси
- Сучасна українська мова (синтаксис словосполучення і простого речення)
- Сучасна українська мова (синтаксис простого ускладненого речення)
- Сучасна українська мова (синтаксис складного речення)

Курси за вибором : синтаксис простого і складного речення в школі.

## Наукові публікації
- Христіанінова Р. О. Мовні одиниці у газетному дискурсі початку ХХІ століття : колективна монографія / Р. О. Христіанінова, В. Ф. Загороднова, С. М. Глазова, О. А. Крижко, Е. В. Олійник, Н. В. Павлик, В. О. Юносова. – Мелітополь : Видавничий будинок Мелітопольської міської друкарні, 2017. – 157 с.

- Христіанінова Р. О. Складнопідрядні речення в сучасній українській літературній мові : монографія / Р.О. Христіанінова. – Київ : Інститут української мови ; Видавничий дім Дмитра Бураго, 2012. – 368 с.

- Христіанінова Р. О. Просте речення в шкільному курсі української мови : посібник для вчителя / Р. О. Христіанінова. – Київ : Радянська школа, 1991. – 160 с.

- Українська мова та методика її вивчення у вищій школі : навчально-методичний комплекс для магістрантів / Р. О. Христіанінова, О. А. Крижко, Н. В. Павлик, О. І. Попова, В. О. Юносова, В. Ф. Дороз. – Донецьк : ТОВ «Юго-Восток, Лтд.», 2007. – 292 с.

- Магістр філології: лінгвістика та лінгводидактика : навчально-методичний комплекс / заг. ред. Р. О. Христіанінової. – Бердянськ : Видавець Ткачук О. В., 2015. – 512 с. (авторський колектив: Христіанінова Р.О., Загороднова В.Ф., Крижко О.А., Ліпич В.М., Нищета В.А., Павлик Н.В., Юносова В.О.).

- Христіанінова Р. Відображення та вербалізація об’єктивних змістів у складнопідрядних реченнях / Раїса Христіанінова // Українська мова. – 2014. – № 3 (51). – С. 31–43 [Архівовано 22 березня 2020 у Wayback Machine.].

- Христіанінова Р. О. Способи оформлення незалежної предикації в сучасній українській мові : збірник наукових праць / Р. О. Христіанінова // Науковий вісник Міжнародного гуманітарного університету. Серія : Філологія.  – Вип. 15, том 1. – Одеса, 2015. – С. 79–83.

- Христіанінова Р. Типологія присудків у сучасній українській мові / Раїса Христіанінова // Типологія та функції мовних одиниць : наук. журн. / редкол. : Н. М. Костусяк (гол. ред.) [та ін.]. – Луцьк : Східноєвроп. нац. ун-т ім. Лесі Українки, 2016. – № 1 (5). – С. 182–201.

- Христіанінова Р. О. Дуплексив у формально-граматичній та семантико-синтаксичній структурі речення. - Мовознавчий вісник. - 2018. - Вип. 24–25. - С. 23–32.